# 羅伯特·G·布蘭德
羅伯特·蓋瑞·布蘭德（英語：Robert Gary Bland，1948年2月25日—）是一名美國數學家和運籌學家，康乃爾大學的運籌學和資訊工程教授。他出生於紐約市。
布蘭德於1969年在康乃爾大學獲得學士學位，1972年獲得碩士學位，1974年在德爾伯特·雷·富爾克森的指導下獲得博士學位。他在賓漢頓大學開始其教師生涯，之後於1978年回到康乃爾大學任教。
布蘭德是定向擬陣的發明者之一，他用其來定義布蘭德規則，以避免線性規劃的單純形法中的循環。

## 外部連結
- 羅伯特·G·布蘭德 （页面存档备份，存于）在康乃爾大學的官方網站